# Orbitór
Orbitór är en romantrilogi av den rumänske författaren Mircea Cărtărescu bestående av Aripa stângă ("Vänster vinge", 1996), Corpul ("Kroppen", 2002) och Aripa dreaptă ("Höger vinge", 2007). Det är ett verk som blandar självbiografi, fiktion och skildringar av Rumäniens historia. På svenska har den utkommit i översättning av Inger Johansson:
- Orbitór. Vänster vinge, Bonniers 2004[1]
- Orbitór. Kroppen, Bonniers 2006[2]
- Orbitór. Höger vinge, Bonniers 2008[3]